# Masters of Formula 3 1997
De Marlboro Masters of Formula 3 1997 was de zevende editie van de Masters of Formula 3. De race, waarin Formule 3-teams uit verschillende Europese kampioenschappen tegen elkaar uitkomen, werd verreden op 3 augustus 1997 op het Circuit Park Zandvoort.
De race werd gewonnen door Tom Coronel voor TOM'S. ASM Formule 3-coureur Sébastien Philippe en Alan Docking Racing-coureur Mark Webber maakten het podium compleet.

## Inschrijvingen
| Team                     | No | Rijder               | Chassis | Motor       | Kampioenschap               |
| ------------------------ | -- | -------------------- | ------- | ----------- | --------------------------- |
| Alan Docking Racing      | 1  | Mark Webber          | Dallara | Mugen-Honda | Britse Formule 3            |
| Alan Docking Racing      | 49 | Haruki Kurosawa      | Dallara | Mugen-Honda | Britse Formule 3            |
| Alan Docking Racing      | 50 | Yudai Igarashi       | Dallara | Mugen-Honda | Britse Formule 3            |
| Benetton RTL Junior Team | 2  | Timo Scheider        | Dallara | Opel        | Duitse Formule 3            |
| Benetton RTL Junior Team | 3  | Dominik Schwager     | Dallara | Opel        | Duitse Formule 3            |
| Benetton RTL Junior Team | 4  | Alexander Müller     | Dallara | Opel        | Duitse Formule 3            |
| Graff Racing             | 5  | Patrice Gay          | Dallara | Opel        | Franse Formule 3            |
| Paul Stewart Racing      | 7  | Jonny Kane           | Dallara | Mugen-Honda | Britse Formule 3            |
| Paul Stewart Racing      | 8  | Peter Dumbreck       | Dallara | Mugen-Honda | Britse Formule 3            |
| Opel Team BSR            | 9  | Nick Heidfeld        | Dallara | Opel        | Duitse Formule 3            |
| Opel Team BSR            | 10 | Tim Verbergt         | Dallara | Opel        | Duitse Formule 3            |
| Opel Team BSR            | 11 | Stéphane Sarrazin    | Dallara | Opel        | Franse Formule 3            |
| Opel Team BSR            | 12 | Sascha Bert          | Dallara | Opel        | Duitse Formule 3            |
| Team Ghinzani            | 14 | Niki Cadei           | Dallara | Fiat        | Italiaanse Formule 3        |
| Team Ghinzani            | 15 | Paolo Ruberti        | Dallara | Fiat        | Italiaanse Formule 3        |
| Promatecme Renault Elf   | 17 | Enrique Bernoldi     | Dallara | Renault     | Britse Formule 3            |
| Promatecme Renault Elf   | 18 | Nicolas Minassian    | Dallara | Renault     | Britse Formule 3            |
| Prema Powerteam          | 19 | André Couto          | Dallara | Fiat        | Italiaanse Formule 3        |
| Prema Powerteam          | 20 | Alfredo Melandri     | Dallara | Fiat        | Italiaanse Formule 3        |
| Prema Powerteam          | 21 | Donny Crevels        | Dallara | Fiat        | Italiaanse Formule 3        |
| Josef Kaufmann Racing    | 22 | Wolf Henzler         | Martini | Opel        | Duitse Formule 3            |
| Josef Kaufmann Racing    | 23 | Jarosław Wierczuk    | Martini | Opel        | Duitse Formule 3            |
| Josef Kaufmann Racing    | 57 | Steffen Widmann      | Martini | Opel        | Duitse Formule 3            |
| ASM Fina                 | 24 | David Saelens        | Dallara | Opel        | Franse Formule 3            |
| ASM Fina                 | 25 | Sébastien Philippe   | Dallara | Opel        | Franse Formule 3            |
| Martin Donnelly Racing   | 27 | Mário Haberfeld      | Dallara | Opel        | Britse Formule 3            |
| Van Amersfoort Racing    | 28 | Bas Leinders         | Dallara | Opel        | Duitse Formule 3            |
| EF Project               | 29 | Gabriele Gardel      | Dallara | Fiat        | Italiaanse Formule 3        |
| EF Project               | 30 | Davide Uboldi        | Dallara | Fiat        | Italiaanse Formule 3        |
| La Filière               | 31 | Franck Montagny      | Martini | Opel        | Franse Formule 3            |
| La Filière               | 32 | Marcel Fässler       | Dallara | Fiat        | Franse Formule 3            |
| La Filière               | 33 | Oriol Servià         | Martini | Opel        | Franse Formule 3            |
| Fortec Motorsport        | 34 | Ben Collins          | Dallara | Mitsubishi  | Britse Formule 3            |
| Fortec Motorsport        | 35 | Brian Smith          | Dallara | Mitsubishi  | Britse Formule 3            |
| DC Cook Motorsport       | 36 | Paula Cook           | Dallara | Opel        | Britse Formule 3            |
| DC Cook Motorsport       | 37 | Guy Smith            | Dallara | Opel        | Britse Formule 3            |
| Opel Team RC Motorsport  | 38 | Michele Gasparini    | Dallara | Opel        | Italiaanse Formule 3        |
| Opel Team RC Motorsport  | 53 | Jeffrey van Hooydonk | Dallara | Opel        | Eurocup Formule Renault 2.0 |
| Tokmakidis Motorsport    | 40 | Nikolaos Stremmenos  | Dallara | Opel        | Italiaanse Formule 3        |
| Tokmakidis Motorsport    | 41 | Tim Coronel          | Dallara | Opel        | Duitse Formule 3            |
| JB Motorsport            | 42 | Yves Olivier         | Dallara | Opel        | Duitse Formule 3            |
| Racing for Europe        | 43 | Davide Campana       | Dallara | Opel        | Italiaanse Formule 3        |
| Olympia Sport System     | 44 | Riccardo Moscatelli  | Dallara | Fiat        | Italiaanse Formule 3        |
| GM Motorsport            | 45 | Tim Bergmeister      | Dallara | Opel        | Duitse Formule 3            |
| GM Motorsport            | 46 | Norman Simon         | Dallara | Opel        | Duitse Formule 3            |
| Tom's GB                 | 47 | Jamie Spence         | Tom's   | Toyota      | Britse Formule 3            |
| Tom's GB                 | 48 | Ricardo Maurício     | Tom's   | Toyota      | Britse Formule 3            |
| IPS Motorsport           | 51 | Johan Stureson       | Dallara | Opel        | Duitse Formule 3            |
| Cevenini Junior Team     | 54 | Ananda Mikola        | Dallara | Fiat        | Italiaanse Formule 3        |
| Carlin Motorsport        | 55 | Henry Stanton        | Dallara | Mugen-Honda | Britse Formule 3            |
| TOM'S                    | 56 | Tom Coronel          | Dallara | Toyota      | Japanse Formule 3           |

## Kwalificatie
- De top 28 uit de kwalificatie ging door naar de hoofdrace, de overige coureurs moesten aan de kwalificatierace deelnemen.

| Positie | Nr. | Rijder               | Team                     | Tijd     |
| ------- | --- | -------------------- | ------------------------ | -------- |
| 1       | 25  | Sébastien Philippe   | ASM Formule 3            | 1:02.001 |
| 2       | 35  | Brian Smith          | Fortec Motorsport        | 1:02.046 |
| 3       | 7   | Jonny Kane           | Paul Stewart Racing      | 1:02.066 |
| 4       | 56  | Tom Coronel          | TOM'S                    | 1:02.086 |
| 5       | 19  | André Couto          | Prema Powerteam          | 1:02.114 |
| 6       | 21  | Donny Crevels        | Prema Powerteam          | 1:02.166 |
| 7       | 9   | Nick Heidfeld        | Opel Team BSR            | 1:02.180 |
| 8       | 1   | Mark Webber          | Alan Docking Racing      | 1:02.183 |
| 9       | 18  | Nicolas Minasian     | Promatecme Renault Elf   | 1:02.214 |
| 10      | 46  | Norman Simon         | GM Motorsport            | 1:02.235 |
| 11      | 28  | Bas Leinders         | Van Amersfoort Racing    | 1:02.261 |
| 12      | 34  | Ben Collins          | Fortec Motorsport        | 1:02.264 |
| 13      | 27  | Mário Haberfeld      | Martin Donnelly Racing   | 1:02.299 |
| 14      | 15  | Paolo Ruberti        | Team Ghinzani            | 1:02.351 |
| 15      | 24  | David Saelens        | ASM Formule 3            | 1:02.362 |
| 16      | 11  | Stéphane Sarrazin    | Opel Team BSR            | 1:02.375 |
| 17      | 8   | Peter Dumbreck       | Paul Stewart Racing      | 1:02.424 |
| 18      | 5   | Patrice Gay          | Graff Racing             | 1:02.444 |
| 19      | 37  | Guy Smith            | DC Cook Motorsport       | 1:02.491 |
| 20      | 22  | Wolf Henzler         | Josef Kaufmann Racing    | 1:02.558 |
| 21      | 4   | Alexander Müller     | Benetton RTL Junior Team | 1:02.564 |
| 22      | 17  | Enrique Bernoldi     | Promatecme Renault Elf   | 1:02.576 |
| 23      | 31  | Franck Montagny      | La Filière               | 1:02.586 |
| 24      | 32  | Marcel Fässler       | La Filière               | 1:02.589 |
| 25      | 57  | Steffen Widmann      | Josef Kaufmann Racing    | 1:02.658 |
| 26      | 53  | Jeffrey van Hooydonk | Opel Team RC Motorsport  | 1:02.680 |
| 27      | 20  | Alfredo Melandri     | Prema Powerteam          | 1:02.684 |
| 28      | 38  | Michele Gasparini    | Opel Team RC Motorsport  | 1:02.710 |
| 29      | 33  | Oriol Servià         | La Filière               | 1:02.785 |
| 30      | 3   | Dominik Schwager     | Benetton RTL Junior Team | 1:02.817 |
| 31      | 12  | Sascha Bert          | Opel Team BSR            | 1:02.861 |
| 32      | 48  | Ricardo Maurício     | Tom's GB                 | 1:02.883 |
| 33      | 43  | Davide Campana       | Racing for Europe        | 1:02.894 |
| 34      | 10  | Tim Verbergt         | Opel Team BSR            | 1:02.895 |
| 35      | 47  | Jamie Spence         | Tom's GB                 | 1:02.905 |
| 36      | 51  | Johan Stureson       | IPS Motorsport           | 1:02.914 |
| 37      | 49  | Haruki Kurosawa      | Alan Docking Racing      | 1:02.581 |
| 38      | 41  | Tim Coronel          | Tokmakidis Motorsport    | 1:03.121 |
| 39      | 14  | Niki Cadei           | Team Ghinzani            | 1:03.159 |
| 40      | 2   | Timo Scheider        | Benetton RTL Junior Team | 1:03.160 |
| 41      | 50  | Yudai Igarashi       | Alan Docking Racing      | 1:03.188 |
| 42      | 40  | Nikolaos Stremmenos  | Tokmakidis Motorsport    | 1:03.230 |
| 43      | 54  | Ananda Mikola        | Cevenini Junior Team     | 1:03.249 |
| 44      | 36  | Paula Cook           | DC Cook Motorsport       | 1:03.268 |
| 45      | 45  | Tim Bergmeister      | GM Motorsport            | 1:03.322 |
| 46      | 55  | Henry Stanton        | Carlin Motorsport        | 1:03.339 |
| 47      | 44  | Riccardo Moscatelli  | Olympia Sport System     | 1:03.506 |
| 48      | 29  | Gabriele Gardel      | EF Project               | 1:03.549 |
| 49      | 23  | Jarosław Wierczuk    | Josef Kaufmann Racing    | 1:03.568 |
| 50      | 42  | Yves Olivier         | JB Motorsport            | 1:03.692 |
| 51      | 30  | Davide Uboldi        | EF Project               | 1:03.957 |

## Kwalificatierace
- De top 4 van deze race gaat door naar de hoofdrace en staan op de startopstelling op de plaatsen 29 tot en met 32.

| Positie | Nr. | Rijder              | Team                     | Ronden | Tijd/Verschil | Grid |
| ------- | --- | ------------------- | ------------------------ | ------ | ------------- | ---- |
| 1       | 33  | Oriol Servià        | La Filière               | 20     | 21:58.876     | 1    |
| 2       | 12  | Sascha Bert         | Opel Team BSR            | 20     | +1.579        | 3    |
| 3       | 3   | Dominik Schwager    | Benetton RTL Junior Team | 20     | +3.366        | 2    |
| 4       | 14  | Niki Cadei          | Team Ghinzani            | 20     | +7.581        | 11   |
| 5       | 2   | Timo Scheider       | Benetton RTL Junior Team | 20     | +14.982       | 12   |
| 6       | 54  | Ananda Mikola       | Cevenini Junior Team     | 20     | +17.901       | 15   |
| 7       | 44  | Riccardo Moscatelli | Olympia Sport System     | 20     | +18.508       | 19   |
| 8       | 51  | Johan Stureson      | IPS Motorsport           | 20     | +20.401       | 8    |
| 9       | 23  | Jarosław Wierczuk   | Josef Kaufmann Racing    | 20     | +30.035       | 21   |
| 10      | 29  | Gabriele Gardel     | EF Project               | 20     | +35.051       | 20   |
| 11      | 45  | Tim Bergmeister     | GM Motorsport            | 20     | +36.656       | 17   |
| 12      | 49  | Haruki Kurosawa     | Alan Docking Racing      | 20     | +42.676       | 9    |
| 13      | 40  | Nikolaos Stremmenos | Tokmakidis Motorsport    | 20     | +48.109       | 14   |
| 14      | 30  | Davide Uboldi       | EF Project               | 20     | +48.693       | 23   |
| DNF     | 41  | Tim Coronel         | Tokmakidis Motorsport    | 13     | Uitgevallen   | 10   |
| DNF     | 50  | Yudai Igarashi      | Alan Docking Racing      | 13     | Uitgevallen   | 13   |
| DNF     | 43  | Davide Campana      | Racing for Europe        | 10     | Uitgevallen   | 5    |
| DNF     | 55  | Henry Stanton       | Carlin Motorsport        | 10     | Uitgevallen   | 18   |
| DNF     | 47  | Jamie Spence        | Tom's GB                 | 5      | Uitgevallen   | 7    |
| DNF     | 10  | Tim Verbergt        | Opel Team BSR            | 4      | Uitgevallen   | 6    |
| DNF     | 48  | Ricardo Maurício    | Tom's GB                 | 2      | Uitgevallen   | 4    |
| DNS     | 36  | Paula Cook          | DC Cook Motorsport       | 0      | Niet gestart  | 16   |
| DNS     | 50  | Yves Olivier        | JB Motorsport            | 0      | Niet gestart  | 22   |

## Hoofdrace
| Positie | Nr. | Rijder               | Team                     | Ronden | Tijd/Verschil       | Grid |
| ------- | --- | -------------------- | ------------------------ | ------ | ------------------- | ---- |
| 1       | 56  | Tom Coronel          | TOM'S                    | 32     | 35:52.569           | 4    |
| 2       | 25  | Sébastien Philippe   | ASM Formule 3            | 32     | +1.111              | 1    |
| 3       | 1   | Mark Webber          | Alan Docking Racing      | 32     | +2.118              | 8    |
| 4       | 18  | Nicolas Minassian    | Promatecme Renault Elf   | 32     | +2.394              | 9    |
| 5       | 35  | Brian Smith          | Fortec Motorsport        | 32     | +2.952              | 2    |
| 6       | 46  | Norman Simon         | GM Motorsport            | 32     | +3.981              | 10   |
| 7       | 9   | Nick Heidfeld        | Opel Team BSR            | 32     | +4.575              | 7    |
| 8       | 21  | Donny Crevels        | Prema Powerteam          | 32     | +4.692              | 6    |
| 9       | 24  | David Saelens        | ASM Formule 3            | 32     | +5.709              | 15   |
| 10      | 5   | Patrice Gay          | Graff Racing             | 32     | +5.878              | 18   |
| 11      | 8   | Peter Dumbreck       | Paul Stewart Racing      | 32     | +6.621              | 17   |
| 12      | 27  | Mário Haberfeld      | Martin Donnelly Racing   | 32     | +6.859              | 13   |
| 13      | 32  | Marcel Fässler       | La Filière               | 32     | +9.805              | 24   |
| 14      | 31  | Franck Montagny      | La Filière               | 32     | +10.465             | 23   |
| 15      | 11  | Stéphane Sarrazin    | Opel Team BSR            | 32     | +11.057             | 16   |
| 16      | 53  | Jeffrey van Hooydonk | Open Team RC Motorsport  | 32     | +11.669             | 26   |
| 17      | 33  | Oriol Servià         | La Filière               | 32     | +11.670             | 29   |
| 18      | 37  | Guy Smith            | DC Cook Motorsport       | 32     | +12.275             | 19   |
| 19      | 28  | Michele Gasparini    | Opel Team RC Motorsport  | 32     | +12.545             | 28   |
| 20      | 24  | Ben Collins          | Fortec Motorsport        | 32     | +13.170             | 12   |
| 21      | 4   | Alexander Müller     | Benetton RTL Junior Team | 32     | +13.687             | 21   |
| 22      | 22  | Wolf Henzler         | Josef Kaufmann Racing    | 32     | +14.366             | 20   |
| 23      | 20  | Alfredo Melandri     | Prema Powerteam          | 32     | +14.367             | 27   |
| 24      | 12  | Sascha Bert          | Opel Team BSR            | 32     | +15.227             | 30   |
| 25      | 14  | Niki Cadei           | Team Ghinzani            | 32     | +15.966             | 32   |
| 26      | 57  | Steffen Widmann      | Josef Kaufmann           | 32     | +16.172             | 25   |
| DNF     | 19  | André Couto          | Prema Powerteam          | 26     | Uitgevallen         | 5    |
| DNF     | 7   | Jonny Kane           | Paul Stewart Racing      | 26     | Uitgevallen         | 3    |
| DNF     | 17  | Enrique Bernoldi     | Promatecme Renault Elf   | 26     | Uitgevallen         | 22   |
| DNF     | 28  | Bas Leinders         | Van Amersfoort Racing    | 20     | Uitgevallen         | 11   |
| DNF     | 15  | Paolo Ruberti        | Team Ghinzani            | 13     | Uitgevallen         | 14   |
| DNF     | 3   | Dominik Schwager     | Benetton RTL Junior Team | 4      | Uitgevallen         | 31   |
| DNQ     | 2   | Timo Scheider        | Benetton RTL Junior Team | 0      | Niet gekwalificeerd |      |
| DNQ     | 54  | Ananda Mikola        | Cevenini Junior Team     | 0      | Niet gekwalificeerd |      |
| DNQ     | 44  | Riccardo Moscatelli  | Olympia Sport System     | 0      | Niet gekwalificeerd |      |
| DNQ     | 51  | Johan Stureson       | IPS Motorsport           | 0      | Niet gekwalificeerd |      |
| DNQ     | 23  | Jarosław Wierczuk    | Josef Kaufmann Racing    | 0      | Niet gekwalificeerd |      |
| DNQ     | 29  | Gabriele Gardel      | EF Project               | 0      | Niet gekwalificeerd |      |
| DNQ     | 45  | Tim Bergmeister      | GM Motorsport            | 0      | Niet gekwalificeerd |      |
| DNQ     | 49  | Haruki Kurosawa      | Alan Docking Racing      | 0      | Niet gekwalificeerd |      |
| DNQ     | 40  | Nikolaos Stremmenos  | Tokmakidis Motorsport    | 0      | Niet gekwalificeerd |      |
| DNQ     | 30  | Davide Uboldi        | EF Project               | 0      | Niet gekwalificeerd |      |
| DNQ     | 41  | Tim Coronel          | Tokmakidis Motorsport    | 0      | Niet gekwalificeerd |      |
| DNQ     | 50  | Yudai Igarashi       | Alan Docking Racing      | 0      | Niet gekwalificeerd |      |
| DNQ     | 43  | Davide Campana       | Racing for Europe        | 0      | Niet gekwalificeerd |      |
| DNQ     | 55  | Henry Stanton        | Carlin Motorsport        | 0      | Niet gekwalificeerd |      |
| DNQ     | 47  | Jamie Spence         | Tom's GB                 | 0      | Niet gekwalificeerd |      |
| DNQ     | 10  | Tim Verbergt         | Opel Team BSR            | 0      | Niet gekwalificeerd |      |
| DNQ     | 48  | Ricardo Maurício     | Tom's GB                 | 0      | Niet gekwalificeerd |      |
| DNQ     | 36  | Paula Cook           | DC Cook Motorsport       | 0      | Niet gekwalificeerd |      |
| DNQ     | 50  | Yves Olivier         | JB Motorsport            | 0      | Niet gekwalificeerd |      |

1991 · 1992 · 1993 · 1994 · 1995 · 1996 · 1997 · 1998 · 1999 · 2000 · 2001 · 2002 · 2003 · 2004 · 2005 · 2006 · 2007 · 2008 · 2009 · 2010 · 2011 · 2012 · 2013 · 2014 · 2015 · 2016
Lijst van coureurs